# 阿尔戈斯-奥雷斯蒂孔
阿尔戈斯-奥雷斯蒂孔（希臘語：Άργος Ορεστικό），是希腊西马其顿大区卡斯托里亚专区的市镇。市镇面积为340.7平方公里，2021年人口数量为10,685人。
现今范围的市镇设立于2011年地方政府改革中，由原两个市镇合并而成，原市镇则成为此市镇的两个市区。成立时名为奥雷斯蒂扎（Ορεστίδα），2013年改为现名。阿尔戈斯-奥雷斯蒂孔市区（即原阿尔戈斯-奥雷斯蒂孔市镇）的面积为206.396平方公里，2021年人口数量为8,328人。